# Martin Hunter
Martin John Hunter (Albury, 3 de octubre de 1965) es un deportista australiano que compitió en piragüismo en la modalidad de aguas tranquilas. Ganó tres medallas en el Campeonato Mundial de Piragüismo entre los años 1989 y 1994.
Participó en dos Juegos Olímpicos de Verano en los años 1988 y 1992, su mejor actuación fue un séptimo puesto logrado en Seúl 1988 en la prueba de K1 500 m.

## Palmarés internacional
| Campeonato Mundial | Campeonato Mundial        | Campeonato Mundial | Campeonato Mundial |
| Año                | Lugar                     | Medalla            | Evento             |
| ------------------ | ------------------------- | ------------------ | ------------------ |
| 1989               | Plovdiv (Bulgaria)        | Medalla de oro     | K1 500 m           |
| 1990               | Poznań (Polonia)          | Medalla de bronce  | K1 500 m           |
| 1994               | Ciudad de México (México) | Medalla de bronce  | K2 500 m           |